# Giacomo Orsini
Giacomo Orsini (ur. ok. 1340 w Rzymie, zm. 13 sierpnia 1379 w Vicovaro albo w Tagliacozzo) – włoski kardynał.

## Życiorys
Urodził się około 1340 roku w Rzymie, jako syn Roberta Orsiniego i Svevy del Balzo. Po ukończeniu studiów uzyskał stopień doktora prawa kanonicznego, a następnie został protonotariuszem apostolskim. 30 maja 1371 roku został kreowany kardynałem diakonem i otrzymał diakonię San Giorgio in Velabro. W 1376 roku był legatem papieskim w Sienie. Po wyborze Urbana VI schronił się w zamku w Vicovaro. Po elekcji Klemensa VII dołączył do obediencji awiniońskiej. Zmarł 13 sierpnia 1379 roku w Vicovaro albo w Tagliacozzo.